# Cystoseira humilis
Espèce
Synonymes
- Cystoseira myriophylloides var. humilis (Schousboe ex Kützing) Giaccone, 1973[1]

Cystoseira humilis est une espèce d'algues brunes de la famille des Sargassaceae.

## Nomenclature
- Synonymes hétérotypiques, selon Algaebase[2] :
  - Cystoseira barbata var. pumila Montagne, 1841
  - Cystoseira pumila Kützing 1860
  - Cystoseira canariensis Sauvageau, 1912

## Sous-espèces, formes et variétés
Selon Worms :
- Variété Cystoseira humilis var. myriophylloides (Sauvageau) J.H.Price & D.M.John, 1978

## Distribution
Son aire de distribution s'étend entre les côtes de l'Europe de l'ouest (de l'Angleterre à la Mauritanie), des îles de la Macaronésie et les côtes méditerranéennes,.

## Écologie
Elle se développe en milieux battus, dans les cuvettes de l'étage médiolittoral.